# Gornja Mikuljana
Gornja Mikuljana (cyr. Горња Микуљана) – wieś w Serbii, w okręgu toplickim, w gminie Kuršumlija. W 2011 roku liczyła 110 mieszkańców.